# Sama (Gott)
Samaʿ (altsüdarabisch s1mʿ „der Hörende“) war ein altsüdarabischer Gott, der hauptsächlich in Sum'ay im Westen von Saba verehrt wurde. Kultstätten des Samaʿ lagen in Muhalum (heute Dschidfir ibn Muneichir), wo er als „Erhörer der Gazelle“ (s1mʿ ḏẓbyt) bezeichnet wurde, auf dem Dschebel Dhahab, einem Berg bei Raida und möglicherweise auch an einigen anderen Orten. Wie Almaqah hatte auch er den Stier als heiliges Tier. Im 5. Jahrhundert v. Chr. wurde er in Samaʿi von Ta'lab verdrängt, doch anderswo dauerte seine Verehrung einige Jahrhunderte fort. Er war möglicherweise wie Almaqah ein Mondgott oder wegen seines Namens wie Ta'lab ein Orakelgott.